# Guillermo Leaden
Guillermo Leaden, S.D.B. (Buenos Aires, 20 de julio de 1913-Ibídem, 14 de julio de 2014) fue obispo católico argentino. Con casi 101 años, fue uno de los obispos más veteranos de la historia de Argentina.

## Biografía
Leaden nació en Buenos Aires, Argentina en 1913 en el seno de una familia católica irlandesa en la que cuatro de sus tíos maternos siguieron la vida religiosa. En 1932, entró en noviciado a la vez que estudió Magisterio. Fue ordenado sacerdote en la orden de los Salesianos de Don Bosco en noviembre de 1941 por monseñor Fermín Emilio Lafitte. Realizó los estudios de Teología en el Instituto Villada de Córdoba. Después de esto, profesor en los colegios Don Bosco y San Francisco de Sales de Buenos Aires y, a partir de 1951, fue director en diferentes colegios de la capital.
En 1969, fue designado como vicario episcopal de Belgrano. El 28 de mayo de 1975 fue nombrado obispo titular de Theudalis y el 8 de agosto de ese mismo año fue ordenado obispo por monseñor Juan Carlos Aramburu. En 1976, su hermano Alfredo fue asesinado en la masacre de San Patricio durante el periodo del Proceso. El Papa Francisco ha lanzado el proceso de beatificación de Alfredo.
Durante 22 años, Leaden fue vicario episcopal de la zona Belgrano hasta su renuncia en 1988, al cumplir 75 años de edad. Leaden murió el 14 de julio de 2014 cuando estaba a punto de cumplir los 101 años de edad.